# La locura del rock 'n roll
La locura del rock 'n roll es una película mexicana de 1957; es una comedia musical fechada durante el boom del Rock 'n roll en la que un grupo de estudiantes se une como conjunto musical que vive una reñida competencia con la banda musical que crean sus novias. Bailes, concursos musicales, carreras y una constante rivalidad existe tanto entre las dos bandas, así como en las dos máximas casas de estudio en la Ciudad de México: La Universidad Nacional Autónoma de México y El Instituto Politécnico Nacional.
Fue dirigida por Fernando Méndez y protagonizada por Lilia Prado, Juan García Esquivel, Gloria Ríos, Evita Muñoz Chachita, Lilia Guízar, Pancho Córdova, Sergio Corona y Alfonso Arau, entre otros.

## Sinopsis
Un grupo de jóvenes universitarios viven y se divierten juntos en una enorme casa donde pagan alojamiento a la buena de la casera cada vez que pueden. Este grupo de chicos (Sergio Corona, Alfonso Arau) y chicas (Evita Muñoz Chachita, Lilia Guízar) está liderado por Juan (Juan García Esquivel) y Teresa (Lilia Prado) que a la vez son novios. Los chicos han formado una orquesta mixta como pasatiempo y Juan y Teresa la dirigen pero siempre están en continua discusión porque Teresa quiere ponerle su nombre a la misma y tener más protagonismo en la dirección.
Un buen día la oportunidad se da porque un enamorado de Teresa le ofrece un contrato para trabajar en el cabaret de su papá, Don Rubén (Pancho Córdova), pero con una orquesta solo de chicas. Teresa y las chicas aceptan a pesar del descontento de los chicos que resienten no ser considerados para el espectáculo.
Aunque los chicos acuerdan no apoyar a las chicas, siendo sus novios terminan yendo a verlas solo para terminar peleados por celos profesionales con ellas. Entonces Juan resuelve convencer a la cantante de rock and Roll, Gloria (Gloria Ríos), para que los ayude a triunfar.
Al mismo tiempo Don Rubén se da cuenta de que su hijo ha contratado a las chicas y para desalentar que arruine el negocio a causa de las faldas decide despedirlas y contratar a los chicos como orquesta para amenizar el lugar.
Las chicas resienten el cambio y Teresa además siente celos de Juan y de Gloria. Al final los chicos y las chicas hacen las paces y Teresa descubre que Gloria y Juan son primos y no tiene nada que temer en su romance con Juan.
La historia termina con un baile conjunto a ritmo de rock and roll entre los estudiantes universitarios y los del politécnico donde Teresa le cede la dirección de la orquesta a Juan.

## Reparto
- Lilia Prado
- Lilia Guízar
- Otilia Larrañaga
- Gloria Ríos
- Juan García Esquivel
- Evita Muñoz "Chachita"
- Richard Thomas
- Marina Camacho
- Edmundo Mendoza
- Susana Cabrera
- Pancho Córdova
- Vicente Oroná
- Salomon Walerstein
- Fernando Celis
- Consuelo Monteagudo
- Irma Castillón
- Sergio Corona
- Alfonso Aráu

- Datos: Q5967211